# Nyctemera kapaurensis
Nyctemera kapaurensis là một loài bướm đêm thuộc phân họ Arctiinae, họ Erebidae.